# Armando de Almeida
Armando de Almeida (* 2. Juli 1893 in Rio de Janeiro; † 6. Februar 1978), auch in der Schreibweise Gallo oder kurz Galo, war ein brasilianischer Fußballspieler auf einer Position des Mittelfelds. Er war zuletzt für Flamengo in Rio de Janeiro und die brasilianische Fußballnationalmannschaft aktiv.

## Karriere

### Verein
Galo verbrachte seine gesamte Vereinskarriere in seiner Heimatstadt Rio de Janeiro in Brasilien. Hier begann er im Jahr 1909 seine Karriere bei Fluminense und gewann bereits in seiner Debütsaison die regionale Staatsmeisterschaft von Rio de Janeiro. Nach der zweiten Meisterschaft im Jahr 1911 führte eine Meinungsverschiedenheit zwischen Kapitän Alberto Borgerth und der Mannschaftsführung dazu, dass neun Spieler, darunter Galo, Nery und Píndaro, zur neuen Saison zum künftigen Lokalrivalen Flamengo wechselten. Hier wurde er in seiner Debütsaison für den neuen Verein Vizemeister und war am 7. Juli 1912 Teilnehmer der ersten Austragung eines der noch heute populärsten Fußballderbys in Brasilien, dem „Fla-Flu“. In den Jahren 1914 und 1915 gewann Galo zweimal in Folge mit Flamengo die Staatsmeisterschaft von Rio de Janeiro. Er blieb im Kader des Vereins bis 1919 und beendete zusammen mit Mannschaftskapitän Nery nach der Vizemeisterschaft seine aktive Karriere.

### Nationalmannschaft
Aus dem Kader von Flamengo wurde Galo, zusammen mit den Mittelfeldspielern Sidney und Nery, in das Aufgebot von Brasilien zur Campeonato Sudamericano 1916 berufen. Hier bestritt er alle Partien für die Südamerikaner und gab am 8. Juli 1916 im Spiel gegen die Auswahl von Chile (1:1) sein Debüt für die Seleção. Ein Jahr später war er der einzige Spieler von Flamengo, der zum Aufgebot der Brasilianer zum Campeonato Sudamericano 1917 berufen wurde und kam in den Partien gegen Argentinien (4:2) und Chile (5:0) zum Einsatz. Seinen letzten Einsatz im Trikot der Nationalmannschaft bestritt er am 11. Mai 1919, im Rahmen des Campeonato Sudamericano 1919 in Brasilien, gegen die Mannschaft aus Chile. Neben Kapitän Arnaldo, Amílcar und Torjäger Arthur Friedenreich, einem der besten Fußballspieler aller Zeiten, gewann Galo den ersten Titel der Seleção.

### Erfolge
Verein
- Staatsmeister Rio de Janeiro: 1909, 1911, 1914, 1915

Nationalmannschaft
- Südamerikameister: 1919